# Cantonul Izernore
Cantonul Izernore este un canton din arondismentul Nantua, departamentul Ain, regiunea Rhône-Alpes, Franța.

## Comune
| Comune                 | Populație (1999) | Cod poștal | Cod INSEE |
| ---------------------- | ---------------- | ---------- | --------- |
| Bolozon                | 99               | 01450      | 01051     |
| Ceignes                | 282              | 01430      | 01067     |
| Izernore               | 2.140            | 01580      | 01192     |
| Leyssard               | 163              | 01450      | 01214     |
| Matafelon-Granges      | 641              | 01580      | 01240     |
| Nurieux-Volognat       | 1.045            | 01460      | 01267     |
| Peyriat                | 165              | 01430      | 01293     |
| Samognat               | 627              | 01580      | 01392     |
| Serrières-sur-Ain      | 111              | 01450      | 01404     |
| Sonthonnax-la-Montagne | 315              | 01580      | 01410     |